# Arzenc-d’Apcher
Arzenc-d’Apcher ist eine französische Gemeinde im Département Lozère in der Region Okzitanien Sie gehört zum Arrondissement Mende und zum Kanton Peyre en Aubrac.

## Lage
An der westlichen Gemeindegrenze verläuft der Fluss Bès, in den hier die Bédaule einmündet. Sie grenzt im Nordwesten an Maurines, im Nordosten an Albaret-le-Comtal, im Osten an Termes, im Süden an Fournels und im Südwesten an Anterrieux. Das Gemeindegebiet gehört zum Regionalen Naturpark Aubrac.

## Bevölkerungsentwicklung
| Jahr      | 1962 | 1968 | 1975 | 1982 | 1990 | 1999 | 2008 | 2018 |
| --------- | ---- | ---- | ---- | ---- | ---- | ---- | ---- | ---- |
| Einwohner | 67   | 54   | 51   | 44   | 49   | 58   | 48   | 50   |

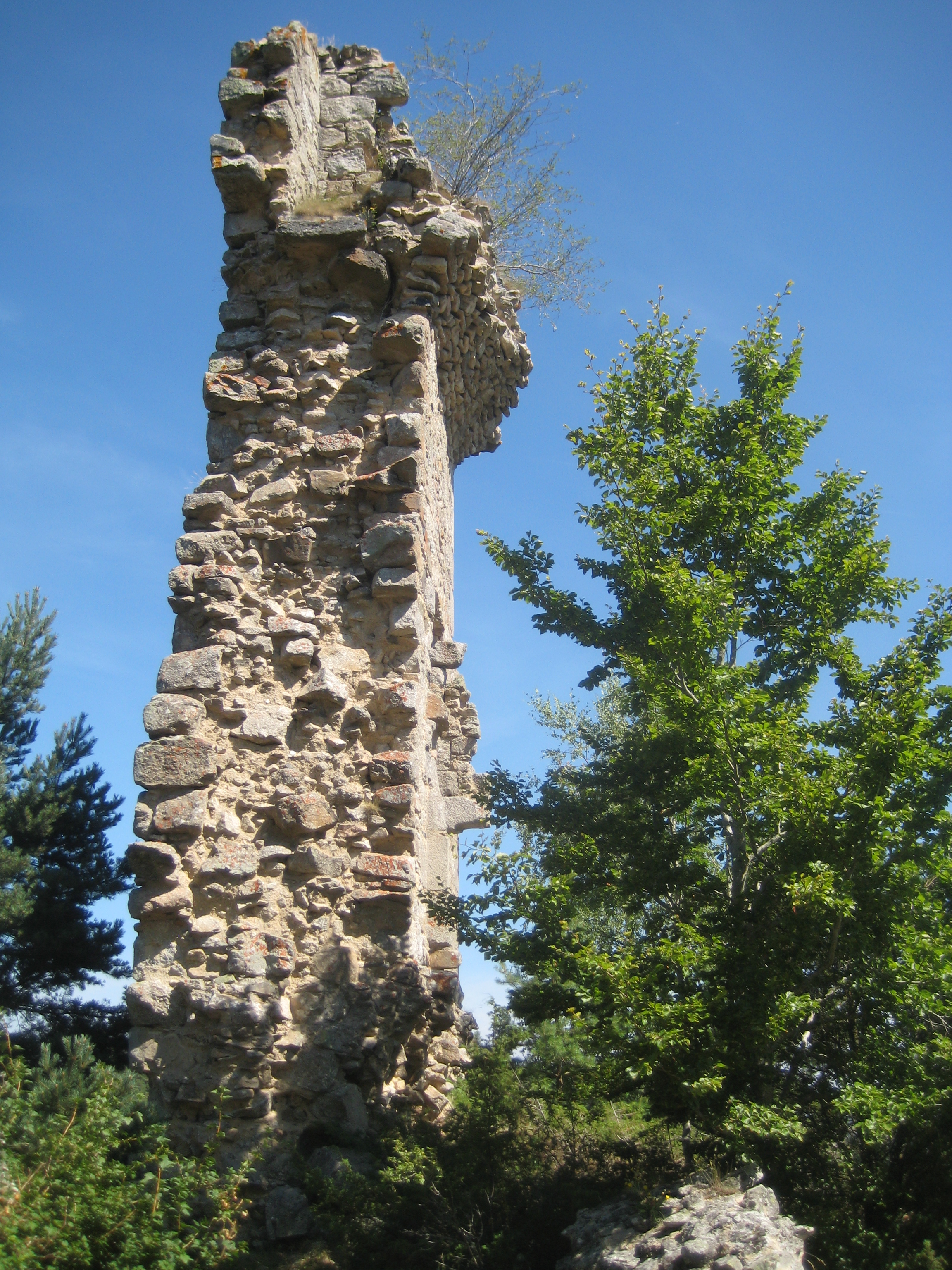
Ruinen der Burg Arzenc
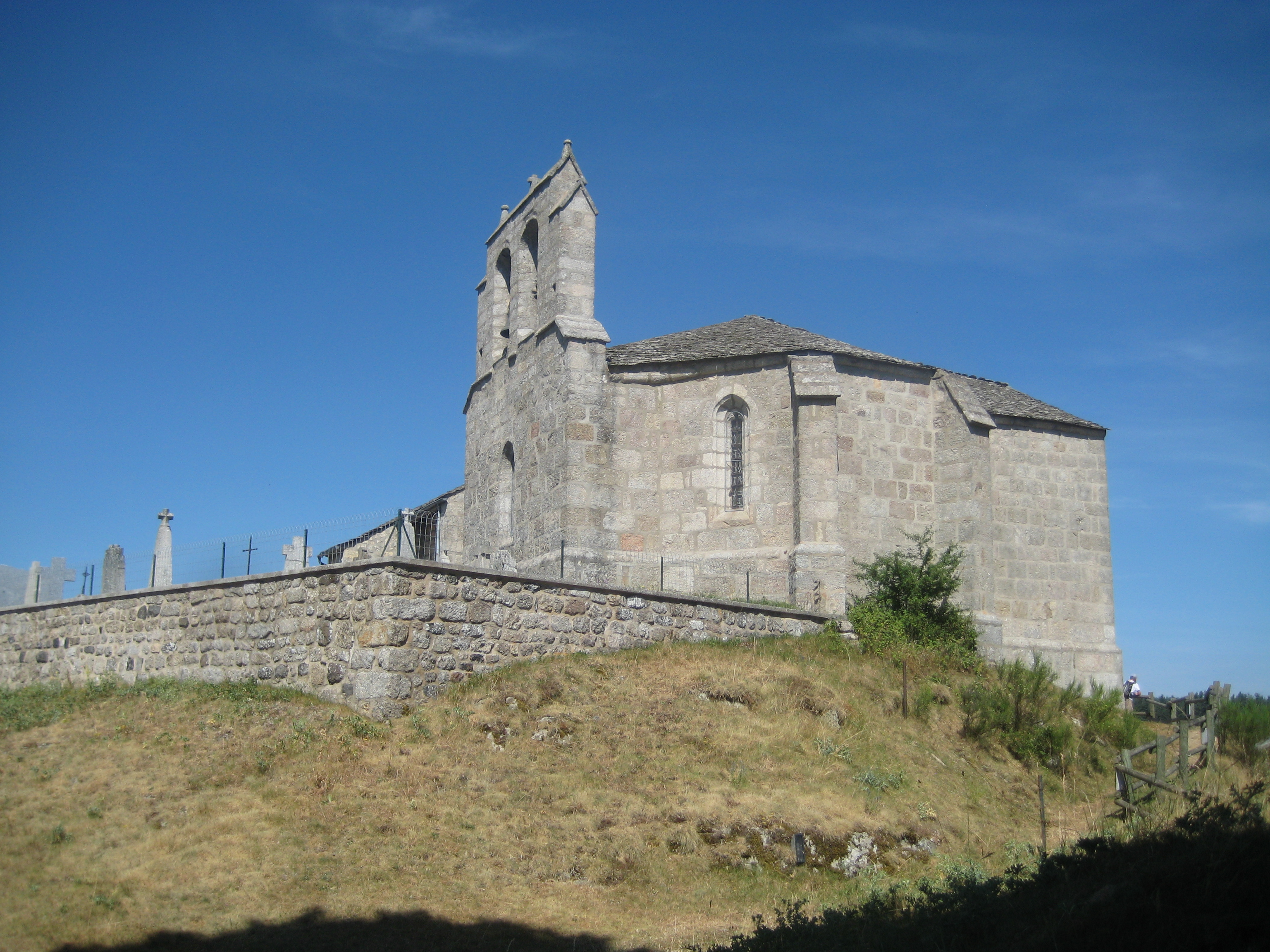
Kirche Mariä Himmelfahrt